# Grosvenor House West Marina Beach
La Grosvenor House West Marina Beach est un gratte-ciel de 210 mètres construit en 2005 à Dubaï. C'est la tour jumelle de la tour Grosvenor House The Residence.